# Dr. Jekyll and Mr. Hyde (film fra 1912)
Dr. Jekyll and Mr. Hyde er en amerikansk stumfilm fra 1912 af Lucius Henderson.

## Medvirkende
- James Cruze som Dr. Jekyll/Mr. Hyde
- Florence La Badie
- Marie Eline
- Jane Gail
- Marguerite Snow